# 연평역
연평역(延坪驛)은 조선민주주의인민공화국 량강도 백암군 서두리에 위치한 백무선의 철도역이다.

## 연혁
- 1935년 9월 1일 : 산양대-연암 간 개통으로 영업 개시[1]
- 1941년 11월 1일 : 간이정차장에서 보통정차장으로 승격[2]